# Campionato del mondo d'illusionismo 1948
La prima edizione del Campionato del Mondo di Illusionismo si è svolta nel 1948 a Losanna, in Svizzera.

## Vincitori

### Grand Prix
| Posizione | Nome    | Nazione     |
| --------- | ------- | ----------- |
| 1         | Willane | Inghilterra |

### Manipulation
| Posizione | Nome        | Nazione     |
| --------- | ----------- | ----------- |
| 1         | Jean Valton | Francia     |
| 2         | Paula Baird | Inghilterra |
| 3         | Zano        | Svizzera    |

### Presentation
| Posizione | Nome           | Nazione     |
| --------- | -------------- | ----------- |
| 1         | Haakon Edeling | Danimarca   |
| 2         | Van Dijl       | Paesi Bassi |
| 3         | Dominique      | Francia     |

### Invention
| Posizione       | Nome      | Nazione     |
| --------------- | --------- | ----------- |
| 1               | Burtini   | Inghilterra |
| Premio speciale | Gaulthron | Francia     |

### Allied Art
| Posizione | Nome    | Nazione |
| --------- | ------- | ------- |
| 1         | Rogello | Francia |